# Serafín Húder
Serafín Húder Lasala (Pamplona, 29 de julio de 1874-Pamplona, 25 de marzo de 1962) fue un médico y político que formó parte de una importante saga familiar de médicos y políticos republicanos navarros.

## Biografía
Nace en la calle Carnicerías de Pamplona, pegada en el siglo XIX al Ayuntamiento de Pamplona, y hoy derribada para ensanchar la plaza del Mercado Nuevo. Nace recién acabada la I República española, el 2 de enero de 1874, durante la Regencia de Serrano y mientras Cánovas del Castillo prepara la vuelta de los Borbones en la figura de Alfonso XII de España. Todavía en septiembre los Carlistas sitian Pamplona hasta febrero del 1875. Serafín tenía meses pero siempre contaba el horror con que se recordaban aquellos días.[cita requerida]
Su padre, Francisco Húder San Román, político republicano, fue brevemente Alcalde de Pamplona y Diputado en Congreso de los Diputados de España durante la I República, cuya llegada celebró y presidió en Pamplona, desde el balcón del Ayuntamiento. En 1883, su padre se casa con Lorenza Susperregui, a su vez, viuda de Nicolás Aztaráin; para Serafín, su madrastra. Fue tan querida como una madre, según sus propios comentarios, sobre todo cuando en 1888 muere también su padre.[cita requerida] Lorenza sigue regentando el comercio familiar y sacando adelante los cuatro hijastros huérfanos. Cambiaron de casa a la Calle Mayor, 7, enfrente del Condestable.[cita requerida]
Estudió, igual que sus hermanos, en el Colegio Huarte de Pamplona, en la Calle Mayor, siendo compañeros de los Pío Baroja y sus hermanos y posteriormente en el Instituto de 2ª Enseñanza (actualmente sede del INAP). Acaba el bachiller en el curso 1890-91. Era un buen estudiante. Se va a Madrid a estudiar medicina. Su hermano Joaquín Húder, estudió Derecho, Vicente Húder, también médico, estudió en Zaragoza y Gregorio Húder, Derecho en Madrid.
Es un enamorado de la música clásica y aprovechaba Madrid para ir a la opera. Pero también tenía afición por los Sanfermines y compuso una letrilla para la música del Riau-riau. Al acabar la carrera, 22 años trabajó en la Beneficencia de Madrid y preparó su tesis doctoral sobre el Tracoma. La presentó en julio de 1899 con 25 años.
Vuelve a Navarra. En 1899 fue nombrado médico de Echalar y traspasada la plaza a su hermano Vicente. En 1901 y 1902 de Biurrun, Campanas y Tiebas. En 1903 se traslada a Pamplona. Consigue su plaza de médico con 27 años. Desde 1902 fue médico de la Beneficencia municipal de Pamplona Entre sus cometidos estaba la dedicación, la atención de centenares de familias “sin medios”, asilados y vacunación gratuita de la Casa de Misericordia y reconocimiento de quintos. La miseria y suciedad que vio en esas casas luego la reflejó en sus estudios sobre higiene de las viviendas y personas de Pamplona que tanto le preocupaba que incluso le llegó a obsesionar.[cita requerida] Tantos años en ese trabajo (1902-1937) le habían dada fama de buena persona y médico entregado por lo que al llegar la guerra le apodaban “el Santo”.[cita requerida]
También le correspondía atender la enfermería de la Plaza de Toros de Pamplona. Cuando llegó, encontró un “botiquín cochambroso” no preparado para un acontecimiento tan importante como los encierros de los Sanfermines. Hay fotos y un artículo escrito por él en 1940 cuyo título “Un encierro emocionante y trascendental 1902” se llegó a publicar en 1976.
En 1907 presentó un plan al Ayuntamiento de Pamplona para mejorar las condiciones higiénicas de las viviendas. Era consciente de que el casco viejo tenía muchas limitaciones y proponía la apertura de Pamplona hacia Barañáin para aprovechar el aire y sol. Por eso cuando se hizo el ensanche fue de los primeros que se fue a la calle Arrieta.
En 1908 se casó con Manuela Domezáin. Tuvieron dos hijos M.ª Jesús (1909) y Javier (1911), a los que educaron de una forma bastante liberal para la época. Los dos fueron a la Universidad. Las Ursulinas, donde iba M.ª Jesús, no aceptaron que quisiera preparar el ingreso, pero su padre se empeñó y lo hizo.[cita requerida] Esperó un año para ir con su hermano.[cita requerida] Los dos estudiaran Bachiller en el Instituto y luego M.ª Jesús Filosofía y Letras en Zaragoza, y Javier Medicina en Madrid.[cita requerida]
En 1913 asistió a un Congreso en San Sebastián sobre la Tuberculosis y vino bastante entusiasmado de cómo se hacían las cosas en San Sebastián. Recomienda al Ayuntamiento depurar las aguas residuales, traer la instalación de la gota de leche y hacer un sanatorio de tuberculosis. Daba conferencias, sobre desinfección a maestras y cura de heridas a obreros.[cita requerida] Le preocupaba mucho la higiene de la ciudad y consiguió que se creara el Negociado de Sanidad e Higiene.[cita requerida] Desde allí dio alguna charla sobre la Mortalidad en Pamplona desde 1870.[cita requerida] Creó las colonias infantiles en Pedrosa para niñas pobres de la Beneficencia.[cita requerida]
Murió el 25 de abril de 1962 con 87 años. En 1969 el Ayuntamiento le dedicó una calle, junto a otros médicos, en San Jorge. Los que le conocieron, amigos y adversarios, coinciden en que estaba metido en política por convicción sin ninguna ambición y ser una víctima de las circunstancias políticas que le tocó vivir y que como persona representaba el personaje poemizado de Antonio Machado "bueno en el buen sentido de la palabra bueno".[cita requerida]

## La Segunda República: compromiso político
Cuando llegó la dictadura de Miguel Primo de Rivera, (1923-1930), por ser republicano, fue apartado del servicio y relegado. A nivel de política, aunque apenas convivió con su padre, está claro que heredó sus ideas, o quizás a través de sus hermanos mayores que también participaron en política como republicanos progresistas. José Joaquín fue concejal por la candidatura Liberal-Republicana.[cita requerida]
En 1931 fue presidente del Partido Republicano Autónomo Navarro, partido creado en 1914 por su hermano Gregorio Húder, reorganizando el partido y pasando a ser el de mayor crecimiento en Navarra en 1931. Se relacionó con los dirigentes de los demás partidos con intención de unirse. Creía que había demasiados partidos para tan pocos republicanos. En 1931 una vez instaurada la república abandonó la militancia. Serafín recibió cartas de políticos de entonces: Miguel Maura, Lerroux y también de Alcalá Zamora con quien tenía unas buenas relaciones personales.
Proclamó la República en Pamplona, desde el ayuntamiento, el mismo 14 de abril a las siete de la tarde. Este hecho congregó un gran entusiasmo en la ciudad a pesar de la victoria de los partidos de derechas y antirrepublicanos en Navarra. Él mismo recordaba que su padre había proclamado la Primera República en 1873.Tiene dos artículos sobre ese día: uno, titulado “Admirable” donde describe el buen ambiente, pacífico de ese día.[cita requerida] Otro, publicado con ocasión del primer aniversario y publicado en el periódico Democracia. Cuenta la emoción que le produjo hacer lo mismo que su padre había hecho 58 años antes.[cita requerida]
A pesar del papel tan importante que tuvo hasta 1931, durante la República, no ocupó ningún cargo en las nuevas instituciones.[cita requerida] ¿Motivo? Su nombre estuvo en las listas para gobiernos civiles pero no fue nombrado ni concejal ni diputado, ni presidente. Tenía 58 años y no quiso tener un cargo político remunerado ya que su profesión era médica. La política solo era un medio de cambiar las diferencias sociales y el republicanismo una búsqueda de la Democracia que existía en Europa pero no en España.[cita requerida] Colaboró con el periódico Democracia que solo duró siete meses y es donde se publicó el artículo. En 1935 publicó un estudio demográfico titulado Desarrollo de Pamplona durante los últimos cien años.
Al llegar la guerra, aunque en Navarra no hubo frente, hubo encarcelados, represaliados y fusilados, entre ellos los dos hijos de sus hermanos, y gente que tuvo que escapar, exiliarse.[cita requerida] El corrió peligro en varias ocasiones, pero sobrevivió.[cita requerida] De todas formas, lo paso muy mal, miedo por él, sus familiares y amigos y por lo que le tocó ver.[cita requerida] El mismo lo cuenta en sus memorias a las que dedicó su tiempo después de la guerra.[cita requerida]
Fue destituido de su plaza de médico de la Beneficencia municipal iniciada la Guerra Civil, cuando en Navarra, que ganaron los sublevados, aplicaron las destituciones a los funcionarios. (véase Víctimas de la Guerra Civil en Navarra)
En el año 1937, por la Ley de Responsabilidades Políticas se le abre expediente y es destituido como funcionario.[cita requerida] Es desposeído de su pensión legal a la que recurre y embargado su coche y un local.[cita requerida] Su familia política Domezáin de Artajona, Javier Domezáin Chavarri, con un mayor patrimonio, pagó también por la citada ley una multa en 1940, finalmente de 300.000 pts, después de ser aceptado en parte el recurso legal interpuesto.[cita requerida] Le tocó soportar la derrota republicana y recibir el juicio de la gente de Pamplona, considerados hasta antes de la guerra como amigos.[cita requerida] A partir de 1940 tuvo que dejar de practicar la medicina y se dedicó a escribir sus memorias que se conservan actualmente.[cita requerida]